# Chapelle Saint-Jean-Baptiste de Senneville
La chapelle Saint-Jean, le plus ancien patrimoine du hameau de Senneville (hameau de Guerville), est à flanc de coteau de la vallée du ru de Senneville. Elle surplombe, de près de 40 m, le petit cours d’eau qui coule dans le vallon encaissé. Certaines parties remontent au XIIe siècle. Elle est entourée de quatre sources dont une sous l’église, la source Saint-Jean.
En 1899, selon l'instituteur : "L'église occupe le centre du village, haute d'environ 35 mètres, longues de 20 mètres et d'une largeur de 10 mètres, qui n'a rien de remarquable, elle est orientée à l'est. Le sol carrelé montre un plan incliné jusqu'au maître-autel encadré par des colonnes d'ordre corinthien. A droite la chapelle de la Vierge, à gauche la chapelle de sainte Catherine".

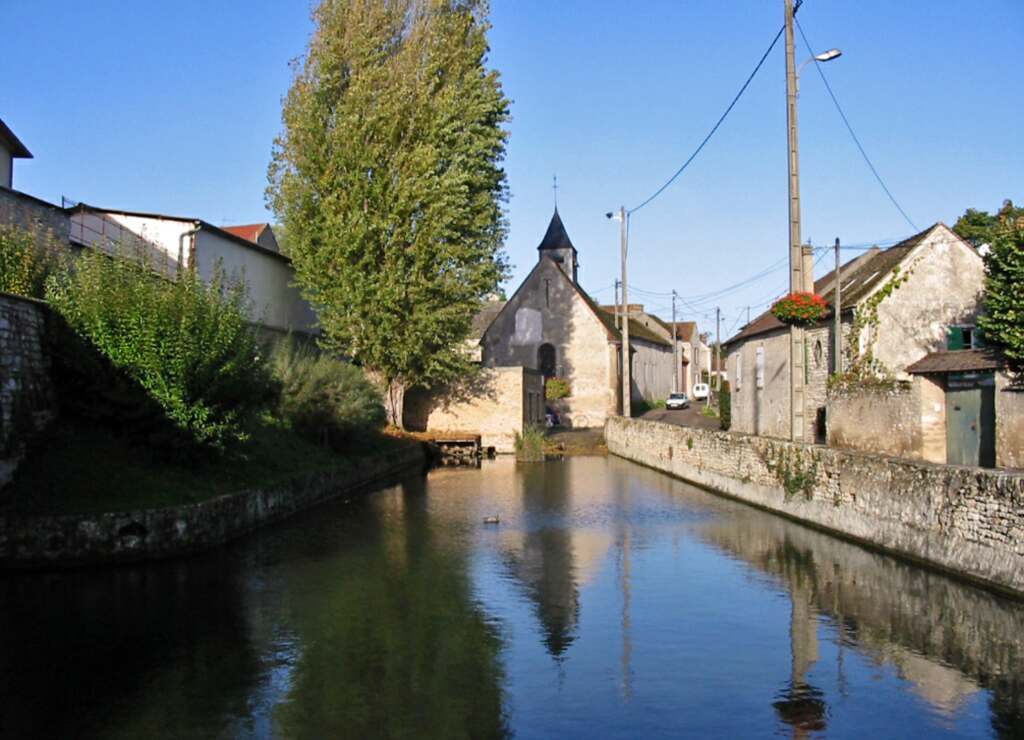
La chapelle Saint-Jean à Senneville.

## Historique
Les origines
Dès l’époque romaine, on trouve sur le territoire de la commune de Guerville la présence d’habitats gallo-romains, occupés du Ier siècle et IIe siècle, De nombreuses monnaies ont été trouvées. Une voie antique allant de Montfort à Mantes, passe par Goussonville et Senneville.
Epoque mérovingienne
Ce toponyme Senneville, Semodi villa , remonte à l’époque mérovingienne (cf. toponymie Guerville). Il pourrait être lié à l'installation de prisonniers saxons au Ve siècle.[réf. nécessaire]
Epoque carolingienne
La première mention du bourg de Senneville, Semodi Villa, remonte à l’époque des carolingiens, vers 825, et figure dans les biens de l’Abbaye Saint-Germain-des-Prés. Le colon Leo de l’abbaye Saint-Germain-des-Prés travaille à Semodi Villa (Senneville), mais habite Fleomodi Villa (Jumeauville ?),. L’influence des moines de Saint-Germain-des-Prés dut connaître une phase d’arrêt pendant les invasions des Normandes de 850 à 896.
Les premiers capétiens
La christianisation recommença après la création du duché de Normandie en 911. Le culte de saint Jean le Baptiste connu un essor au Xe siècle et XIe siècle, quand des reliques furent rapportées des premières croisades
. C’est ce saint patron qui fut choisi pour établir un premier oratoire à Senneville. D’ailleurs, certaines pierres de la chapelle Saint-Jean de Senneville remonte à la fin du XIIe siècle, bien que très remaniée au XIXe siècle, conservait quelques parties anciennes, « les cintres sont de style ogival ».
La chapelle St Jean Baptiste, annexe de St Martin de Guerville
La chapelle de Senneville est devenue paroisse annexe de Saint-Martin de Guerville. La date de sa création n’est pas connue. Elle est attestée en 1738. Les registres de l’annexe de Guerville ne commencent qu’en 1740. La première mention de la titulature « St Jean Baptiste de Senneville » n’y est donnée qu’en 1760-1765.
Le patronage de saint Jean présente deux ancrages symboliques. Tout d’abord sa fête est célébrée le 24 juin, date proche du solstice d’été. Ensuite, ce saint est dit « le Baptiste », ce qui est en rapport direct avec le bain dans les eaux salutaires. Cette église rurale n’est pas construite n’importe où, mais sur une source objet de rituels par la population.
Pendant la Révolution
En avril 1791, "la maison prieurale et bâtiments, cour, chapelle et petit jardin, friche, le tout contenant 70 perches plus 8 arpents, 50 perches de bois, taillis et vieilles vignes en 5 pièces avec les ormes, noyers et autres arbres au pourtour de l’arrivée de ladite maison prieurale furent acquis par Jean-Louis et Jean-Baptiste Beaucher, vignerons, pour la somme de 4150 livres.
En septembre 1793, la cloche de l’église est vendue en adjudication ; en 1803 une nouvelle cloche est installée, elle porte l’inscription suivante : "L’an 1803, j’ai été bénite par Monsieur Garembourg, curé de Guerville. J’ai été nommée Marie-Catherine par Monsieur Jean-Louis Beaucher, propriétaire et par Madame Catherine Mallèvre, épouse de Pierre Boulland." 
L'édifice en mauvais état au début du XIXe siècle fut réaménagé de façon importante par la suite.

## La coutume de la Saint-Jean
Au XVIIIe siècle, « en présence du Seigneur de Senneville, de bon matin, la veille de la Saint-Jean, la messe était célébrée. Ensuite, les laboureurs et les vignerons allaient chercher leurs animaux et se baignaient avec eux dans l’abreuvoir. De leur côté, des mamans accompagnées d’enfants chétifs ou souffreteux allaient se tremper à la source même qui sort de la roche souterraine et demandaient à Saint-Jean de les guérir ou de les fortifier». « Après la messe du matin, le jour de Saint-Jean d’été (24 juin), les membres de la confrérie Saint-Jean devaient aider les personnes malades (enfants ou adultes), à se baigner dans le bassin que l’on voit encore ». La source Saint-Jean, était connue « depuis un temps immémorial pour la propriété qu’elles possédaient de guérir et d’arrêter l’évolution de certaines maladies chez les gens et chez les animaux ».
En 1838, cette coutume persistait encore, la source « avait une grande renommée ». Traditionnellement, Senneville fêtait les deux Saint-Jean, surtout celle d’été, le 24 juin, et la Saint-Jean d‘hiver le 27 décembre.
En 1899, l’instituteur note que « chaque année, le jour de la Saint-Jean, les habitants, même ceux des communes voisines ont l’habitude de venir faire baigner leurs animaux à la source qui aurait la vertu d’empêcher les maladies. Cette coutume s’est perpétuée jusqu’à ce jour, bien que s’amoindrissant d’année en année ».
En 1959, « cette médecine populaire » est délaissée et la confrérie elle-même est disparue. Mais le souvenir de la cérémonie annuelle n’est pas entièrement évanoui. En effet, à l’occasion de la fête du saint, un arbre est dressé au-dessus d’un tas de fagots qui, la nuit venue, sera transformée en feu de joie. Alors, jeunes gens et jeunes filles se tenant par la main, dansent une ronde autour du brasier, jusqu’au moment où l’arbre tombe avec fracas en lançant dans la nuit une gerbe d’étincelles. En 1973, la coutume se transforma en un défilé de chars.
La patrocinie, ou science du patronage, permet de proposer une hypothèse vraisemblable. La source avait une renommée de guérisseuse. Dès le IVe siècle, l’Eglise lutta contre paganisme gallo-romain des cultes fontainiers. Ce culte populaire, non officiel, était difficile à réaliser. Il s’était accru avec les Germains. Car les Francs et les Saxons adoraient des fontaines; et, malgré les efforts du christianisme, ce culte s’est longtemps maintenu chez eux, malgré les capitulaires, qui proscrivaient l’adoration des fontaines au VIIIe siècle ; suivant le chroniqueur Helmodus, cette superstition était encore en vigueur chez les Saxons au XIIIe siècle,. Dans un premier temps l’Eglise ne tint pas édifier systématiquement un oratoire chrétien. La suppression d’une source posait des problèmes complexes. Si une fontaine d’un faible débit pouvait être bouchée, et transformée en prairie humide, un débit plus considérable exigeait le maintien de la source, simplement désacralisée. Dans ce cas, comment empêcher le maintien du culte, basé en général sur des vertus salutaires, réelles ou supposées ? La solution était de christianiser la fontaine. Il semble dans le cas de Senneville que la consécration à Saint-Jean se fit au Xe siècle-XIe siècle, donc très postérieure à la christianisation, IVe siècle.
On peut formuler l’hypothèse médical et cultuelle de la fontaine à demi-païenne, tolérée par l’Eglise, puis finalement annexée par elle au milieu du Xe siècle, donc une christianisation tardive.